# 후타세정
후타세정(二瀬町)은 후쿠오카현 가호군에 있던 정이다. 현재의 이즈카시에 해당한다.